# Volčkova vas
Volčkova vas is een plaats in Slovenië en maakt deel uit van de gemeente Šentjernej in de NUTS-3-regio Jugovzhodna Slovenija. De plaats telde 79 inwoners op 1 januari 2020.